# 竹山修身
竹山 修身（たけやま おさみ、1950年〈昭和25年〉5月30日 - ）は、日本の政治家。
大阪府堺市長（第19-21代）、大阪広域水道企業団企業長などを歴任。

## 来歴
大阪府堺市生まれ。大阪府立三国丘高等学校、静岡大学人文学部法学科卒業。大学の4年間を静岡県静岡市で過ごした以外は、出生から現在に至るまで堺市に在住している。
1975年、大阪府庁に入庁し、主に総務畑を歩む。1989年から6年間、美原町へ出向し同町助役を務める。その後大阪府総務部人事課長、大阪コクサイホテル総合調整室長、商工部商工振興室長、総務部行政改革室長を経て2005年4月より大阪府議会事務局長、2008年4月より大阪府商工労働部長を務める。2009年4月に大阪府政策企画部長に就任するが、7月3日に大阪府庁を退職。

### 2009年堺市長選挙
同年9月27日投開票の、政令指定都市昇格後初めて実施された堺市長選挙に、当時大阪府知事だった橋下徹の全面支援を受けて無所属で立候補。なお、当時の橋下知事は「大阪維新プログラム」など、府の発展的解消と基礎自治体優先の徹底を掲げていた。
民主・自民・公明・社民4党が相乗りした現職市長の木原敬介、元大阪府立大学教授の小林宏至、堺高石青年会議所理事の井関貴史の3候補を破り、初当選を果たした。投票率は43.93%。同年10月8日、第19代堺市長に就任。

### 2013年堺市長選挙
2013年2月22日、堺市議会で同年9月に実施される予定の堺市長選挙に再選を目指して出馬する意向を表明した。
前回の初当選後に橋下知事は松井府議らと大阪維新の会を結党。府の機能強化と堺市などの解体を掲げる「大阪都構想」を表明。それに対し竹山は堺市廃止論に反対し、橋下は絶縁を宣言。維新は対立候補を立てた。
2009年の堺市長選では政党の推薦や支援を受けず、与野党が相乗りした現職市長の木原敬介を批判していたが、2013年の堺市長選では一転。自由民主党大阪府連の支援を受け、府連は党本部に対し竹山の推薦を求めたが、9月10日に推薦は見送り、「推薦」よりも格下の「支持」を決定した。翌11日には、関西広域連合長である兵庫県知事の井戸敏三、神戸市長の矢田立郎が竹山の決起集会に出席し、竹山を支持する意向を明らかにした。民主党は竹山を推薦した他、日本共産党は、9月2日、独自の候補を擁立せず、竹山を自主的に支持する方針を決定した。社会民主党は竹山を支持。公明党は9月12日に、みんなの党は9月17日にいずれも特定の候補者を支持せず、公明党は自主投票、みんなの党は中立の立場で臨む方針を決定した。
9月29日、大阪維新の会の元市議・西林克敏（現・大阪府議会議員）を6万票の大差で破り、再選。大阪維新の会の公認候補が大阪府内の首長選挙で敗北するのは初。堺市長選の投票率は50.69%で、1971年4月の堺市長選以来の50％超えとなった。

## 堺市長として

### 大阪都構想について
2009年9月、大阪府知事・橋下徹の支援を受けて堺市長選挙に出馬し、当選。しかし当時は維新結党前で都構想は表明前であり、橋下の打ち出していた府の施策「大阪維新プログラム」の内容は、府の縮小と基礎自治体優先の徹底であり、その後の都構想の府への集権モデルとは正反対なものであった。
堺市議会ではオール野党の厳しい対応を強いられてきた。予算案でも、新規事業への厳しい質問が続き、縮小を余儀なくされる事業が相次いだ。議会各会派が一定の評価を示すなど“協調路線”が生まれつつあった2010年末ごろから、大阪都構想をめぐり橋下府知事との間に距離感が生まれた。竹山は2011年2月16日、政令市の区長権限の強化はするが公選制の導入は考えない意向を表明した。
2013年5月2日、大阪都構想への賛否を問う住民投票を10月の堺市長選と同日選挙で実施する意向を表明。しかし、2013年5月22日には実施を断念したことを明らかにした。「計画通りに市長選と同日で実施すると、住民投票運動が公職選挙法が禁じる事前運動とみなされる恐れがある」ことを理由に挙げ、「賛成反対を問わず、住民投票の運動をする市民が選挙運動におよんでしまう事態は私の本意ではない」と述べた。
2016年4月26日、都構想の中で議論されている、大阪消防庁よりも、関西広域連合の中で議論されている防災庁を日本列島の東西にそれぞれ一つずつ設置して行うべきであり、都構想にて大阪府と大阪市を統合して行う場合、東京都とは異なり財政等の面で不透明な部分や機能も異なり、どの様な機能を担えるかという具体的な内容をまず十分に検討すべきで、住民の安全、安心と密着した消防は基礎自治体である堺市がしっかり行うべきと表明した。

### 新首都・関西を
2016年5月27日、大阪の副首都構想には賛成だが、関西広域連合広域計画に盛り込まれている「新首都・関西」を目指すべきだとの考えを示し、東京が直下型地震で災害を受けたときには副首都ではなく、大阪が首都となると述べ、泉州地域については「関西国際空港を核として、堺市、高石市、和泉市、泉大津市、岸和田市、貝塚市、泉佐野市、泉南市、阪南市、忠岡町、熊取町、田尻町、岬町の泉州9市4町が、奈良県や和歌山県や徳島県と連携を強化し、新首都・関西を目指していかなければいけない」と強調した。

### 堺ビジョン1・3・1
2013年9月30日、現職での再選を目指す中、マニフェストを発表し「堺はひとつ！堺のことは堺で決める！」との基本姿勢を掲げ「堺・3つの挑戦」である『子育て（教育）のまち堺』、『歴史・文化のまち堺』、『匠の技が生きるまち堺』等、従来の取組を強化して、市民が安心、元気な堺の実現を目指すために自治体が様々な課題を議論するには、まず住民の声がきめ細かく届く、「住民に優しく足腰の強い、基礎自治体」の在り方を議論しなければいけないとし、行政区の権限拡大と住民自治の強化を提案、地域の固有のニーズに基づいて、住民が政策提言や事業提案を行う組織「区民ボード（区民評議会）」と、地域ごとにきめ細かい教育を推進するための「区教育審議会」の2組織を行政区に新設することを盛り込んだ。
- 1（イチ）「堺の自治を守れ！STOP！大阪都構想」
- 3（サン）「堺・3つの挑戦」（『子育てのまち堺』『歴史文化のまち堺』『匠の技が生きるまち堺』）
- 1（イチ）「市民が安心、元気なまち堺」

### クオリティ・オブ・ライフ
- 子ども医療費助成
2010年7月、小学校就学前までだった通院・入院の医療費助成の対象を、中学3年生まで拡大し、所得制限を撤廃、制度名を「乳幼児医療費助成制度」から「子ども医療費助成制度[23]」に変更。所得制限を設けず中学３年生まで広げた制度は当時、全国の政令指定都市の中でも、先駆けた制度で全国的に見ても充実した内容となり、大阪府内の自治体が制度拡充に向かう先例となる。子ども医療費助成制度の充実は竹山市政の1期目の選挙公約として真っ先に取り組まれたものであり[24]、堺市では中学3年生までの子ども医療費は、ワンコイン500円、同月で3回目以降は無償となっている[25]。
- 就学前教育・保育
政令市で初の取り組みとして、子供が3人以上いる世帯の第3子以降が認定子ども園などに区分される、認定こども園、幼稚園、保育所、小規模保育事業、家庭的保育事業、事業所内保育事業、児童発達支援、医療型児童発達支援、さかい保育室（堺市認証保育所）、特別支援学校幼稚部、情緒障害児短期治療施設通所部に通う場合、2016年度 (平成28年度)は0歳児から2歳児を対象としていたものを、2017年度 (平成29年度)から5歳児までさらに拡充し、世帯の所得や上のきょうだいの年齢に制限を設けず無償化[26][27]。20か所あった公立保育所のうち18か所を幼保連携型認定こども園に移行。認定こども園は地域へのメリットも大きいとされ、保育所の場合、近隣に住んでいても子どもに保育の必要性がなければ入所はできなく、共働き夫婦の一方が仕事を辞めると保育が必要ないとされ、途中で退所を余儀なくされるケースもあり、認定こども園ではこうした問題の解消や地域の子育て支援としての機能も果たし、子どもを一時的に預けられる「リフレッシュ預かり」や、親子で参加できる育児教室なども引き続き実施する。市は公立保育所の民営化なども先駆的に行い、ほかの地域にも波及した過去があり、新制度をきっかけに、公立の保育所や幼稚園を再編する流れが全国に広がるきっかけとなりうると見られている。[28]更に、たん吸引など医療的ケアが必要な重症心身障害児対応の児童発達支援事業所を併設した重症障害児の為の小規模保育事業所を、西区に開設すると発表している。[29]堺市、髙島屋、キドキドを展開する「ボーネルンド」、大阪労働局が事業実施の基本協定を締結し、堺区の南海堺東駅前にある高島屋堺店に、親子で楽しめる室内遊び場「キドキド」を核に、子育て支援などに関するスペースが設けられ、公民共同の「キッズサポートセンターさかい[30]」も運営されている。[31]
- 学校教育環境の改善
義務教育の教職員定数の決定や給与負担などの権限が府から堺市に移譲されたことに伴い、教職員数だけでなく、更に市単独経費で非常勤教員を増員、専任の生徒指導主任を市立中全43校に配置し、いじめへの対処や少人数学級化を行う教育現場を支援する姿勢を打ち出している。[32][33]子どもたちの学びの習熟度に応じて、きめ細かな指導を通し、学習意欲の向上を図ることを目的とし、無料の学習制度「堺マイスタディ」を放課後や長期休業日に実施し、さらなる事業の拡充として「土曜マイスタディ」をベネッセコーポレーションと供に実施している。[34][35]マイスタディも含め、子どもたちの学校生活、教育活動を支援する為、スクールサポーター制度[36]を実施し、地域住民や学生の公募も行っている。小中学生に向け、兵庫県、徳島県、大阪府、和歌山県等の対象配布地域となる市町村で博物館などの教育施設や文化施設を無料で利用できる「のびのびパスポート」を配布。堺市内では、『堺市博物館』や『さかい利晶の杜』など6施設が配布対象地域の子供に無料で利用可能となっている。[37]市立中学校に希望者にのみ実施される選択制の学校給食制度[38]を導入。市内外の業者が弁当をつくり、配送の際には、保温カートや保冷ボックスを利用し、温かい料理は温かく、冷たい料理は冷たく食べられるようにする。府では珍しく、米飯の量を3サイズから選べるようにしたのが最大の特徴で、金額は300円程度でパソコンやスマートフォンなどから[39]、前月20日までに1カ月分を申し込めるが、従来通り、持参の保護者手作りの弁当も可である[40]。また、小中学校教室のエアコン整備を完了することから、トイレ整備に着手、政令市最低の普及率であった小中学校の洋式トイレを10年かけ23%から60%超へ整備する計画を進め、和式を求める声にも配慮しつつ、学校トイレ設備の洋式化にも積極的に取り組んでいる[41]。
- 子ども食堂
経済的な事情で食事が十分に取れない子どもたちに食事を無償提供する「子ども食堂[42][43]」の設置を支援[44]、民間団体による子供食堂の取り組みは全国で広がっているが[45]、自治体が予算を組んで実施するのは珍しいという。首都圏の３３の子ども食堂運営団体が加盟する「こども食堂ネットワーク」、東京都事務局は「自治体が子ども食堂を開設する例は聞いたことがない」と話している。[46][47] 自治体が関与を強める事として、子ども食堂は食事の提供を通し、厳しい環境にある家庭と子どもの地域社会からの孤立を解消し、行政の支援などにつなげるだけにとどまらず、地域全体の公益として、どのような役割を担うのかを明確にする必要があり、その為に学校や福祉機関などとの連携を進め、保護者のニーズも把握し、子供や地域社会にどの様な効果があるのかを絶えず検証していく事が要請されている。堺市では子ども食堂の運営に参加したボランティアの大学生がきっかけとなり、大学と連携し、子供達を巻き込んだイベントも開催された。[48]
- お出かけ応援バス制度の拡充
お出かけ応援制度[49]とは、2004年度 (平成16年)度から実施されている、高齢者の心と体、生きがいと健康の応援の為、外出を支援して公共交通の利用を促進することを目的に、満65歳以上の堺市民が「おでかけ応援カード」を使うことにより、市内の路線バス（南海バス、南海ウイングバス金岡、近鉄バス）を1乗車100円で利用できる制度。同じ日であれば何度乗っても1日と数えられるが、1乗車ごとに100円が必要となる。旧制度では祝休日及び年始を除く、平日のみ利用可能であったが、2015年 (平成27年)11月から、利用可能日数は4月1日から翌年3月31日の間で年間240日の制限があるものの、土日祝日を含め使いたいときに全ての曜日で利用可能に変更となった。尚、阪堺電車は1月1-3日は利用できない。おでかけ応援カードも紙カードからICカードへの切り替えが行われた。[50]
- 堺市立総合医療センター
生命に危険が及び、一刻を争う重篤な救急患者に対応する第三次救急医療サービスが提供可能な救命救急センターを備えた病院とし、堺市立総合医療センターを開設。病院施設は病床数487床。地上9階、地下1階建で、心臓血管外科を新設、27科で診療を行い、診療各科に高度な専門医療が可能となる最新機器を導入、エボラ出血熱などにも対応できる感染病室、災害時用のヘリポートなども備える。堺市は政令指定都市でありながら、症状の重篤な救急患者は民間病院や大阪市の「大阪急性期・総合医療センター」や泉佐野市の「りんくう総合医療センター」を利用するしかなかったが、堺市内で24時間の救急救命医療サービスの提供が可能となった。同時に「こども急病診療センター[51]」や「消防局救急ワークステーション[52]」も開設される。総合医療センターでは入院患者だけでなく、全ての利用者に快適な環境を提供するため、「ファミリーマート」が24時間営業、コーヒーの専門の「ドトールコーヒー」、レストランは堺の「銀シャリ屋ゲコ亭」の「飯炊き仙人、村嶋さん」秘伝の技を受け継ぐ、ご飯が提供される[53]、「SAKAI総合医療センター食堂」(まいどおおきに食堂)が利用できる。[54][55]
- 美原新拠点、総合防災センター　
大阪モノレールの堺延伸計画や堺都心へと繋がる建設中の阪神高速大和川線の開通を控え、国道309号線、阪和自動車道松原南インターチェンジなどの都市拠点機能の集積に必要な広域交通基盤を有し、発展が期待される堺市美原区は平常時の交通アクセスも良好で訓練中でも迅速に災害出動が可能であり、更に大阪都心部だけでなく奈良、名古屋方面、関空などの国際空港への利便性も高く、東西南北方向に緊急輸送路が確保でき、南海・東南海の巨大地震災害や上町断層帯に対するリスクが比較的低く、津波による被害リスクが比較的少ないと考えられる事から、阿弥地区に2021年度 (令和3年度)を目標に「総合防災センター[56]」の整備が進められており、大規模地震などの非常時には、全国からの緊急消防援助隊などの活動拠点になることが予定されている。[57][58]「美原新拠点」と位置付けられた黒山地区には美原区役所、美原文化会館（多目的ホール、生涯学習施設）、市民駐車場やバスターミナルも有する、複合シビック施設[59]が設置、更に大型商業施設の「ららぽーと」、ホームセンターの「ビバホーム」や、パチンコ店「アロー」、カー用品店最大手の「オートバックス」の誘致が予定され、生活支援拠点となり、質と量のあらゆる面で住民生活の向上と改善が見込まれている[60][61][62]。
- 企業誘致の推進
堺市内に本社を置く企業の転入・転出件数を調べた結果、2007～16年の10年間で計63社の転入超過となっている。20政令市を対象に2012-16年の5年間の結果を比べると、堺市への転入超過は横浜市（81社）に次いで2番目に多い28社だった。堺市にはシャープ（堺区）[63]や新日本工機（南区）などが本社を移している。竹山市長は「堺市は中小企業のものづくりが非常に強いので大企業とも連携できる」と話した。市は固定資産税の減免など企業誘致の施策も実施している[64]大阪府、大阪市では本社を置く企業の大幅な転出超過が続いている[65]。

### 中心市街地活性化
- 大阪モノレールの堺延伸と堺都心の一体化
八尾市、松原市との連名により、大阪府に対し、「大阪モノレール計画の堺方面への延伸に関する要望書」を提出した。東大阪市の近鉄線八戸ノ里駅と若江岩田駅間に新設される瓜生堂駅（仮称）から、近畿大学、久宝寺緑地近辺を大阪中央環状線上に沿い南下、美原ロータリーから西進、大泉緑地、Osaka Metro御堂筋線新金岡駅、JR三国ヶ丘駅、南海高野線堺東駅、阪堺電気軌道阪堺線宿院駅、南海本線堺駅近辺を通り、延長は約22キロ。大阪モノレールの広域交通ルートで現在、南海本線堺駅、阪堺線宿院駅と大小路駅、南海高野線堺東駅を中心に東西に分散している堺都心の中心市街地を一体化、更に堺市の中心市街地から堺市北部、松原市、八尾市、東大阪市、大東市、門真市、摂津市、吹田市、豊中市の大阪空港駅までを結ぶ。[66]
- 堺まちづくり株式会社
堺市の中心市街地の活性化に向け、堺市住宅供給公社や池田泉州銀行、堺東商店街連合会長など地元の官民がまちづくり会社を設立。新会社「堺まちづくり[67]」は社長は民間から招く方向で検討、堺市民や地元企業からも幅広く参加と出資を募り、多様な事業を効果的に連携させ総合的なエリアマネジメントを行うことで活性化を狙う。具体的には都心のランドマークとし、堺東駅前の博愛ビルを建替え高層化、ホテルや魅力的な小売店を誘致を行う博愛ビル活用事業と2020年度を目指し、堺東駅前のジョルノビル建替え高層化、市民交流広場を活用してイベント運営を行う市民交流広場活用促進事業、空き店舗等が目立つ中心市街地商店街の活性化、共同住宅供給促進（まちなか居住の促進）、大浜北町市有地活用によるベイエリアの再生と活性化等[68]。
- ウオーターフロント（うみのまち堺）
30年以上にわたり「塩漬け」の状態が続いていた堺区大浜北町にある堺旧港に面した、南海堺駅前の市有地にホテルが進出。建設されるホテルは2020年 (平成32年)夏頃の開業を目指し、近隣に立地しているホテル・アゴーラリージェンシー堺の親会社であるアゴーラ・ホスピタリティー・グループなどが提案。ホテルの仮称は「ポルトマーレ」、中世に貿易港として栄えた旧堺港の風格と衣・食・住・遊の融合拠点となるアーバンリゾートタウン。具体的には12階建となるホテル施設の1階に駐車場、2階に都市型マルシェスペース・物販飲食施設・アンテナショップ、3階にシーフードレストラン、4階にスパ・エステティックサロン・温浴施設、5～12階にホテルを配置し、隣接地に立体駐車場が整備される。ベイエリアには建て替えが計画されている大浜体育館[69]、公園施設として大浜公園、浜寺公園、スポーツ競技施設である「J-GREEN堺」やグリーンフロント堺、広域防災拠点でもある「海とのふれあい広場[70]」に代表される市民の憩いの場として「共生の森」「みなと堺グリーンひろば」、商業アミューズメント施設として「堺浜シーサイドステージ」が既に整備されているが、南海堺駅からも近く、湾岸にも位置する同ホテルは宿泊施設としてだけでなく都心地域西側の活性化の核とし、市民に憩いと交流の場の提供、まちとしてのにぎわいの創出により、堺市域や地域住民のみならず、より広範な地域から親しまれ、 訪れたくなる拠点づくりを目指し、拡大するインバウンド（外国人旅行者）需要に対応する。竹山修身堺市長は「30年以上遊休地となってしまっていた資産を整理するめどができ、うれしい。今後、経済波及効果も検証したい」と話している。[71][72]

### 泉北ニュータウン再生
- 原山公園の再生
南区泉が丘、田園公園にある泉ケ丘プールを含む公園の一部を近畿大学に有償譲渡したため、南区原山台にある原山公園へ移転・新設。原山公園の管理運営はパークマネジメントの手法を取り入れ民間のノウハウを活用し、子どもから高齢者まで誰もが健康づくりを愉しむきっかけをつくる公園を事業コンセプトに「住民一人ひとりを元気にする拠点」となることを目指す。具体的には生活習慣病予防や高齢者の健康、生きがいづくりに資するプログラムやインストラクターによる指導、介護予防や認知症予防にも取り組み、園地では、森林ボランティアによる里山の管理、子どもの体力づくりやレクリエーションを目的とするプレーパーク事業、池沿いのカフェ、遊戯施設の導入、イベント開催など、近隣の泉北高速鉄道駅前と連続した賑わいの創出と泉北ニュータウン全域の活性化を狙う[73][74]。
- 近畿大学病院移転
近畿大学と大阪府、堺市で大阪狭山市にある近畿大学医学部と付属病院、堺市にある近畿大学医学部堺病院を堺市の泉北ニュータウンに再編・移転することで合意し、基本協定を結んだ。移転候補地は泉北高速鉄道の泉ケ丘駅に近い一角。現在は府営三原台第１住宅（45棟、約1600戸）と堺市の公園がある。「平成35年」に開院してがん治療などの拠点にすることを目指す。移転後、近畿大学医学部堺病院は閉鎖するが、大阪狭山市にある付属病院は規模を縮小させ存続させる。大阪府と堺市はこれを機に住民の高齢化や老朽化が進むニュータウンの再生に弾みを付けたい考えで、移転先にある住宅の建て替えのほか、大学病院を軸に超高齢化社会に対応した街づくりを検討する。近畿大学医学部は学生が667人、付属病院と合わせた教職員数（医師・看護師含む）は1716人で計2300人強。付属病院の通院患者は１日2000人を超える。堺市の竹山修身市長は記者会見で「高度先進医療を提供する特定機能病院として地域貢献に期待している。今後のニュータウン再生の大きなキー」と強調した[75][76]。
- 人、まちのリノベーション（おかのまち堺）
まちびらきから50年が経過し、泉北ニュータウンは少子高齢化や人口減少の進行が問題となるなか、好評となっている2戸1化リノベーション住宅、通称「ニコイチ[77]」を若年世帯や子育て世帯などの若年層にむけ、茶山台団地において大阪府住宅供給公社と供に実施[78][79]しており、併せて、家賃補助[80]も行われている。職住近接の方針からもニュータウンにおいてもコミュニティビジネスやソーシャルビジネスなどの地域密着で雇用を生み出す起業の奨励と支援を打ち出している。[81]泉北ニュータウン内の約5万8千戸の住宅のうち、約半数の約2万9500戸が、大阪府（府営住宅）、大阪住宅供給公社、ＵＲ都市機構の公的賃貸住宅で、老朽化が課題。1団地をカフェなどにリニューアルする計画も立てられているが、泉北ニュータウン内の公的賃貸住宅には、市営住宅はなく、住宅の整備で堺市が主体となることは難しくなっている。[82]豊中、吹田両市にまたがる千里ニュータウンは人口がマイナスからプラスに転じているが、まちびらきの時期が千里ニュータウンより遅く、建て替えも遅れている泉北ニュータウンも今後は人口の回復と増加が期待されている。[83]
- 交通利便性の向上
南海電気鉄道と泉北高速鉄道の鉄道2社と「堺市内における泉北高速鉄道沿線活性化に向けた連携に関する協定書」を締結。泉北ニュータウンが広がる泉北高速鉄道沿線地区から、大きく減少している子育て世帯人口（20～40代）の地区外転出に歯止めをかける為、泉北高速鉄道と南海を中百舌鳥駅を経由して通学する堺市民の負担を軽減する助成制度を導入。既に中百舌鳥駅での泉北高速鉄道と南海を乗り継いだ場合の乗継割引額を100円と拡大しているが、それが通学定期運賃には適用されていない現状があった。
更に特急「泉北ライナー」や女性専用車両の導入、区間急行の増発等の利便性向上に取組んでいる。[84]

### シヴィック・プライド
- さかい利晶の杜
堺で生まれた茶人・千利休と歌人・与謝野晶子の2人の偉人を通し、堺の歴史と文化の魅力を伝えるものとして阪堺電車宿院駅近隣のフェニックス通り沿いにあった旧市立堺病院跡地を活用し、さかい利晶の杜[85]を開業。「千利休茶の湯館」「茶の湯体験施設」「与謝野晶子記念館」「観光案内展示室」などからなる公共施設「堺市立歴史文化にぎわいプラザ」と、和食店「湯葉と豆腐の店 梅の花」など民間の飲食店で構成される。「茶の湯体験施設」では、本格的な茶室で茶の湯を体験できる[86][87]。
- 堺の伝統産品
堺の伝統産業のプロモーションと販売を24時間取り扱うオンライショップ「イーモール堺[88]」を開設。堺の伝統産業商品である包丁、鋏、線香、注染手ぬぐい、昆布加工品、和菓子等を幅広く取り揃えており、堺刃物の商品ラインナップはNo.1と自負し、力を入れている[89]。
- 阪堺電気軌道への支援と再生
阪堺電気軌道に対して、赤字が続く堺市内の区間に対する支援案を2011年度から10年間で総額50億円の財政支援を提示し、利用拡大策も実施している。ちん電と言う愛称で親しまれている本路線は単なる赤字ではなく、正便益不採算とも言われ、廃止となれば周辺中心市街地への影響も大きく、堺市のシンボル或は文化財としての価値も有する、車齢80年を超える車両が現役で運行している。苦境にある地方鉄道の抜本的な再建手法として、市が施設、車両を保有し、鉄道会社の費用負担を軽くする上下分離方式を検討し、存廃が取りざたされる堺市内区間の存続に向け大きく前進した。記者会見した竹山市長は支援案について「単なる赤字補てんではなく、阪堺線がこれから元気になる、より大きくなるための投資」と説明。[90]
堺市と阪堺電気軌道と共同で低床式車両「堺トラム」を導入。新車両の「茶ちゃ」は世界文化遺産登録を目指す百舌鳥（もず）古墳群をイメージ、「紫おん」は堺出身の歌人、与謝野晶子が好んだ色を「青らん」はかつて「東洋一」といわれた浜寺海水浴場や堺の海を象徴する鮮やかな青色の車体[91]。
阪堺電気鐡道は阪堺線の東湊－石津間に2月1日、石津北停留場を35年ぶりに開業。堺市は阪堺線の存続や利用者増のため2010年 (平成22年)から10年間で50億円を支援、石津北停留場の総工費約1億3千万円も市が全額負担する。1日の乗降客は約400人を見込んでいる[92]。
- ユネスコ世界文化遺産（百舌鳥・古市古墳群）
古墳群を有する大阪府、羽曳野市・藤井寺市等の関係自治体や地域住民と共同し、百舌鳥・古市古墳群を大阪初の世界文化遺産に登録するための取り組みを進め、幾度の挑戦を経て、国内推薦候補として選ばれた。[93]竹山修身堺市長は大阪初の世界文化遺産の登録に向けて大きく前進することができた、率直に喜びたい。国内推薦や登録により、歴史や文化を世界に知ってもらうことは、『シビックプライド（都市に対する誇りや愛着）』を満たすものだと意義を強調、国内外の方々に雄大さを感じていただけるように周辺環境の整備を進めていきたいと意気込んだ[94]。

### 公共事業の中止
2009年10月、前任の堺市長・木原敬介が推進していたLRT（次世代型路面電車）導入計画の中止を明言した。また堺東駅前の再開発事業に関しても、再開発の中核である「文化芸術ホール」（仮称）の建設計画を白紙撤回する考えを表明した。

## 不祥事
関連政治団体の政治資金収支報告書に2000万円程度の記載漏れがある事が2019年2月6日に発覚した。これに対し、大阪維新の会が不信任決議案を提出したが、3月14日の市議会で否決されたが、問責決議が可決された。
しかし、その後の4月15日に再提出した収支報告書の修正総額は約2億3000万円までにふくれあがっており、竹山自身は辞職を否定したが大阪維新の会は5月の市議会で再度不信任決議案を提出する方針を表明。また16日には大阪維新の会代表の松井一郎は仮に不信任決議案が否決された場合はリコール運動を行うと発言。市議会与党からも辞職を求める声が噴出した。
更に17日の市長定例会見で、23日の市議会で疑惑の説明をすると明言したにも関わらず、政治資金疑惑の説明責任の無いまま、22日に30日付での市長辞職願を提出した。

26日の臨時総会で辞職が可決され、30日をもって堺市長を辞職。その後、6月9日に市長選挙の投開票が行われ前回落選した永藤英機が当選した。
9月12日、大阪地検特捜部が政治資金規正法違反（不記載や虚偽記載）の疑いで、竹山の自宅や後援会事務所などを家宅捜索した。11月21日、竹山と政治団体の会計実務担当者だった次女が大阪地検特捜部に政治資金規正法違反罪で略式起訴され、同日、大阪簡裁からそれぞれに罰金100万円の略式命令を受けた。会計責任者だった竹山の妻は嫌疑不十分で不起訴となった。
市議会は百条委員会を設置し追及を行ったが、竹山は証人尋問での回答拒否、出頭拒否、関連資料の提出拒否などを行った。これらの行為について「正当な理由がない」として、2020年12月18日の市議会本会議で、地方自治法違反で竹山と妻、次女らを告発する議案を可決した。2021年10月15日、大阪地検特捜部は、告発された竹山ら4人全員を不起訴処分とした。

## 発言
- 2012年10月、「橋下さんとは道州制の必要性を話し合うこともあった。改革志向という点で相性は合うんですよ。堺市長選への出馬を決めて相談したときにもその話をした。選挙のやり方を知らないから、街頭演説の手ほどきを受けた。既成政党を敵に回しながらも、橋下さんらが支援してくれたおかげで当選できた」と話すなど、橋下や大阪維新の会が推進する二重行政の解消や道州制の導入については賛意を示している。しかし、堺市を分割することには反対の意向を表明した[109]。
- 2014年3月22日、府と市を統合する大阪都構想について、「私は、基本理念は賛成だ。強い広域自治体と、やさしい基礎自治体の役割を峻別していくこと、これはやはり、私は大阪府の職員として長年勤めてきたので、その税金の非効率な使い方については非常に大きな問題だと思っていた。そういう意味で二重行政の解消のために、都構想を使っていくのは、私は考え方としては是としたい」という考えを明らかにしたものの、その一方で堺市の分割提案に関しては「堺市議会で起こったのは、大阪市長の発言として昨年2月の委員会で、“堺市は大きすぎるから最低2つか3つに分割すべきだ”とおっしゃった。それは、まさしく地方自治に対する侵害だ、堺のことは堺で決める」と述べ、反対する意志を示した[110]。

## 年譜
- 1950年5月30日 - 大阪府堺市にて出生
- 1969年3月 - 大阪府立三国丘高等学校卒業
- 1974年3月 - 静岡大学人文学部卒業
- 1975年4月1日 - 大阪府庁入庁
- 1989年4月 - 南河内郡美原町へ出向、同町助役
- 1995年5月 - 大阪府総務部人事課長
- 2005年4月 - 大阪府議会事務局長
- 2008年4月 - 大阪府商工労働部長
- 2009年4月 - 同政策企画部長
- 2009年7月3日 - 大阪府庁退職
  - 10月8日 - 大阪府堺市長
- 2013年9月29日 - 堺市長再選
- 2017年9月24日 - 堺市長三選
- 2019年4月30日付で堺市長を辞任。

## 人物
- 講道館柔道六段。大阪府立三国丘高等学校柔道部のOB・OG会会長を務める。作家・歴史研究家の園田豪は高校と大学の先輩にあたる。

## 出演
- 堺シティレポ（J:COM堺局、2014年 - 2019年）